# سارره (واله دائوستا)
سارره (به ایتالیایی: Sarre) یک کومونه در ایتالیا است که در واله دائوستا واقع شده‌است. سارره ۲۸ کیلومتر مربع مساحت و ۴٬۶۲۲ نفر جمعیت دارد و ۶۳۱ متر بالاتر از سطح دریا واقع شده‌است.

## خواهرخوانده
شهر لا توربی خواهرخواندهٔ سارره (واله دائوستا) هست.